# Höhlenkloster
Ein Höhlenkloster ist ein Kloster, das ebenso wie eine Felsenkirche in eine Felswand oder Höhle hineingearbeitet bzw. in einem natürlichen Hohlraum angelegt wurde. Viele Höhlenklöster finden sich in Südosteuropa und Vorderasien und gehören zur Orthodoxen Kirche; darüber hinaus sind die zahlreichen buddhistischen Höhlenklöster Indiens zu erwähnen.

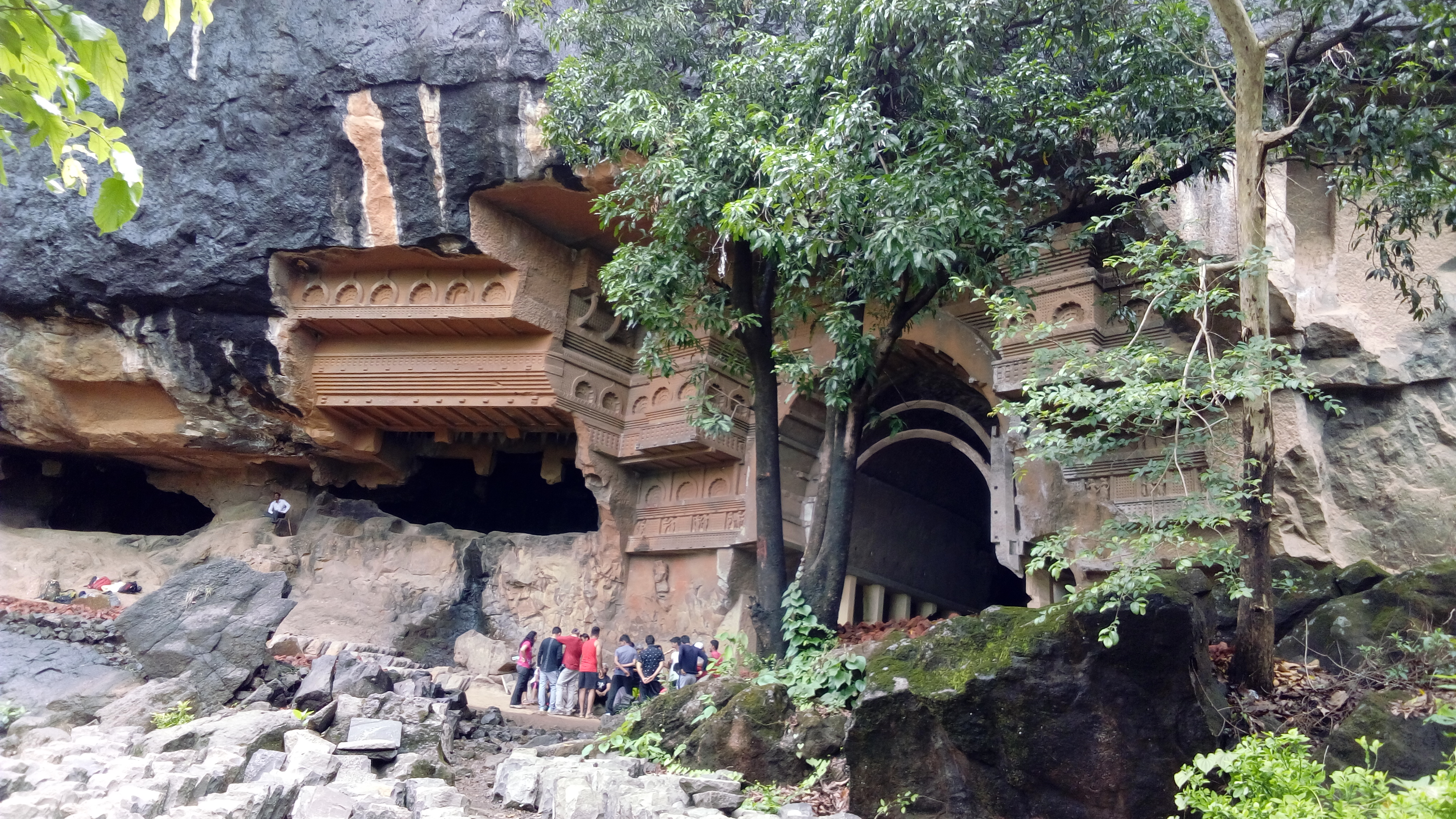
Kondana-Höhlenkloster, Maharashtra, Indien

## Beschreibung
Ein Höhlenkloster kann sowohl in einer natürlich vorhandenen als auch in einer künstlich geschaffenen Höhle angelegt sein, wobei einige an den Außenseiten ähnlich wie bei einer Grotte ausgebaut wurden. Diese Form des Klosters diente dabei oft als Einsiedelei der Mönche meist orthodoxen Glaubens, die hier in größtmöglicher Abgeschiedenheit von der Welt ihre Gebete verrichteten und dabei versuchten (und zum Teil wieder versuchen) sich Gott zu nähern. Die Höhlengänge verschiedener Länge umfassen in gewissen Abständen kleine oder auch kleinste Mönchszellen und unterirdische Kirchen bzw. Kapellen. Die Höhlen wurden aber auch als Bestattungsort verstorbener Mönche und Äbte genutzt. Einige dieser Höhlensysteme sind heute verfallen, andere sind dagegen erhalten und zumindest teilweise für Besucher und/oder Touristen zugänglich. Die meisten Höhlenklöster finden sich in Südosteuropa und Vorderasien.

## Bekannte Höhlenklöster

### Äthiopien

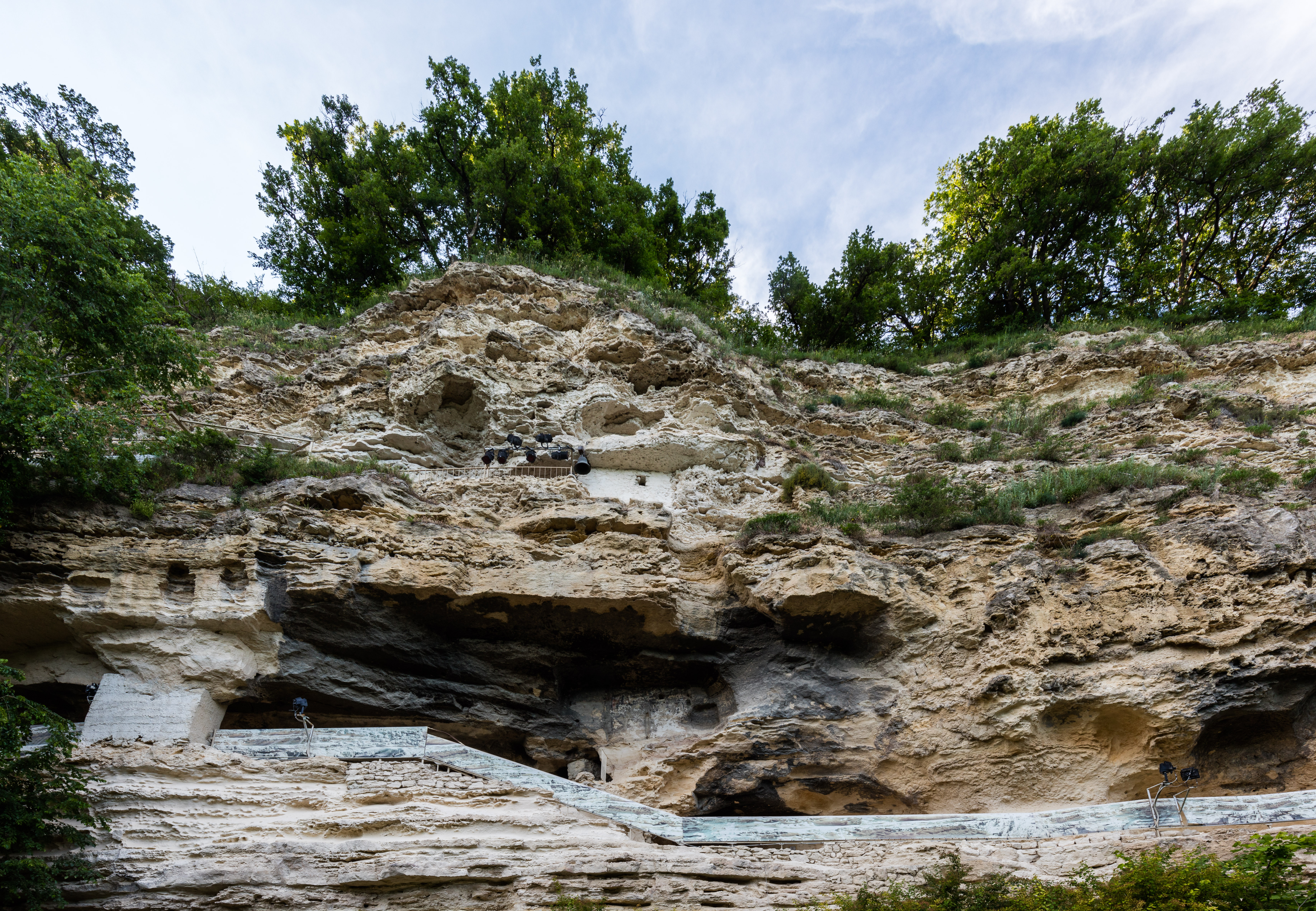
Aladscha-Kloster, Bulgarien

- Kloster Lalibela

### Bulgarien
| - Kloster Aladscha - Kloster Albotin - Kloster Bassarbowski - Kloster Iwanowo - Klaster Joan Pusti - Kloster Kanarata - Kloster Khan-Krum | - Kloster Madara - Kloster Matotschina - Kloster Michalitsch - Kloster Nisowo - Kloster Osmar - Kloster Rasboischte | - Kloster Sedemte Dupki - Kloster Schaschkanite - Kloster Schajan kaja - Kloster Sweti Nikola - Kloster Tarapanata - Kloster Urwitsch |

### Frankreich

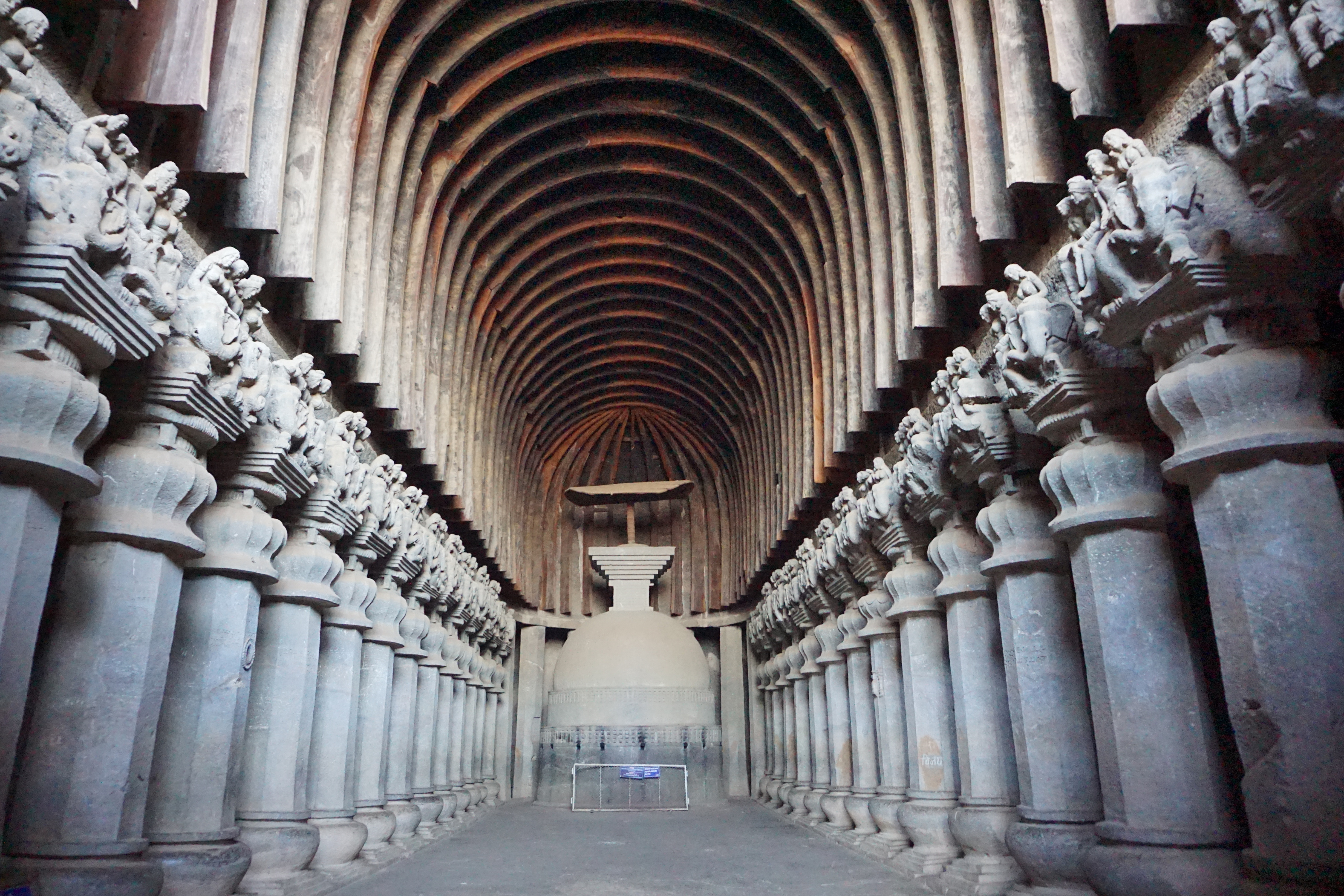
Chaitya-Halle in Karla, Indien

- Abtei Saint-Roman

### Indien

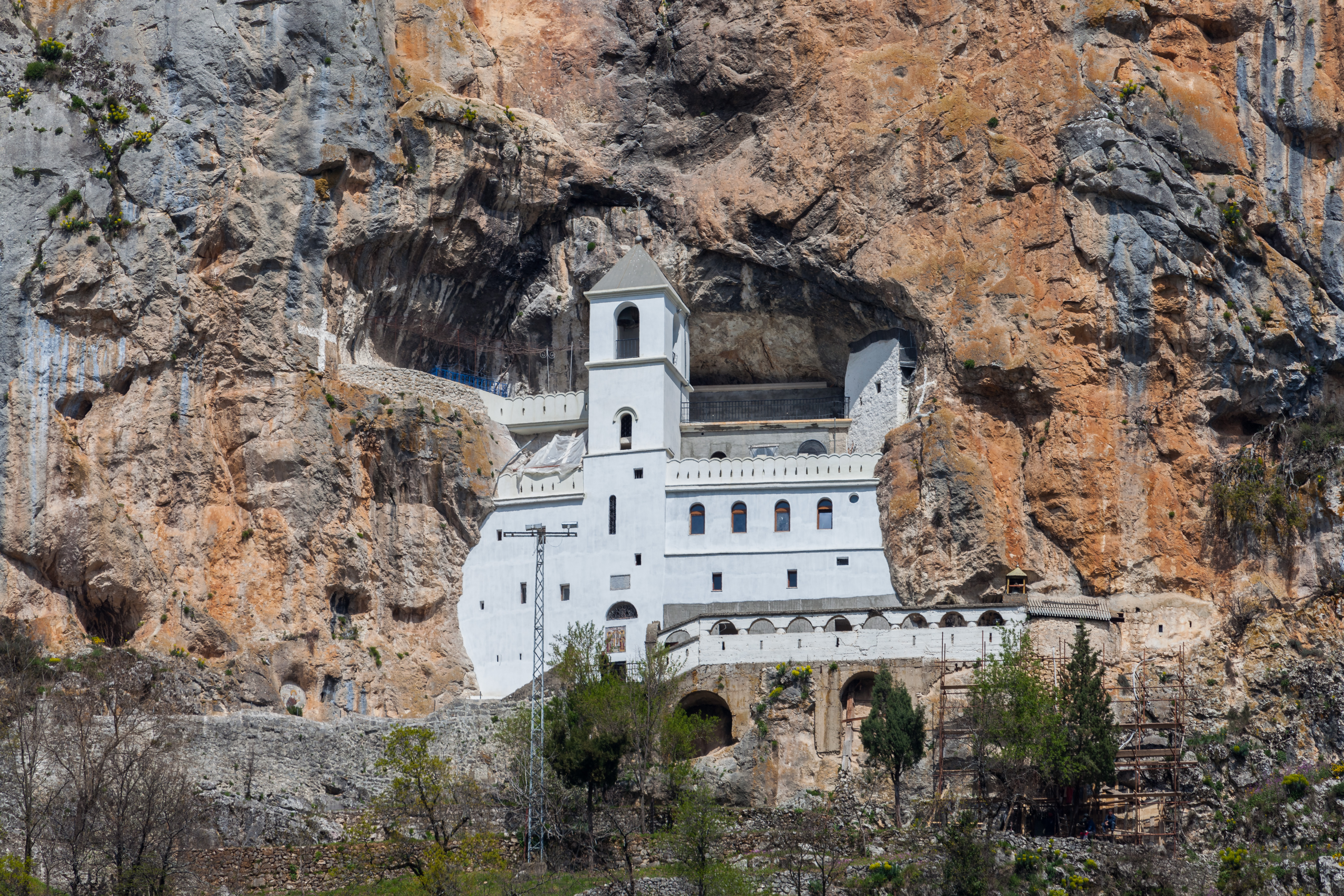
Kloster Ostrog, Montenegro

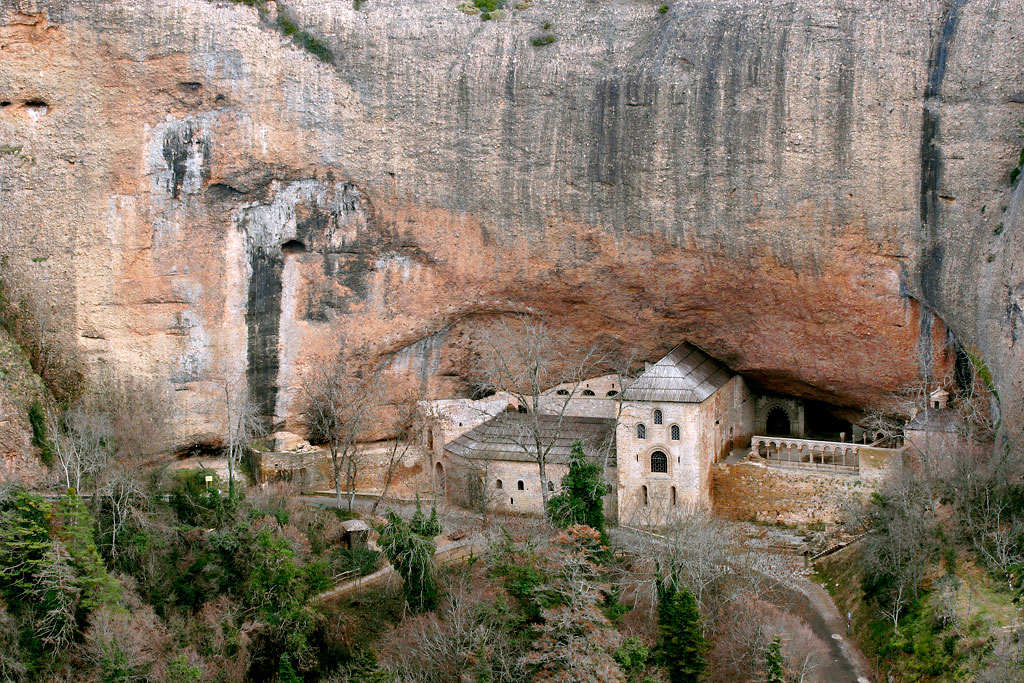
Kloster San Juan de la Peña, Nordspanien

| - Ajanta - Ambivali - Aurangabad-Höhlen - Barabar-Höhlen - Bedsa - Bhaja - Binnayaga - Dharashiv - Dhamnar - Elephanta - Ellora | - Ghorawadi - Guntupalli-Kloster - Hathiagor - Jogeshwari - Kanheri - Karla - Kolvi - Kondana - Kuda - Lenyadri | - Mahakali - Mandapeshwar - Manmodi - Pandavleni - Pitalkhora - Shivneri - Thanale - Tulja - Udayagiri und Khandagiri - Undavalli - Uparkot |

### Libanon
- Antoniuskloster Quzhaya (in seinen ältesten Teilen ein Höhlenkloster)

### Montenegro
- Kloster Ostrog

### Rumänien
- Höhlenkloster Murfatlar

### Spanien
- Kloster San Juan de la Peña
- San Pedro de Rocas

### Türkei
- Eski Gümüş
- Klostertal von Güzelyurt
- Parechi
- Selime
- Zelve

### Ukraine
- Kiewer Höhlenkloster
- Höhlenkloster von Inkerman (siehe Inkerman)
- Kloster Swjatohirsk